# Bento Mossurunga
Bento João de Albuquerque Mossurunga, conhecido como Bento Moçurunga (Castro, 6 de maio de 1879 — Curitiba, 23 de outubro de 1970) foi um maestro, pianista, violinista, regente de música e compositor brasileiro.

## Iniciação musical
Bento era filho do tabelião João Bernardes de Albuquerque  e de Graciliana Reis de Albuquerque. Foi registrado com um acréscimo em seu sobrenome: 'Mossurunga' (um simples apelido). Em casa, o ambiente era muito musical, pois seu pai e seu irmão tocavam viola e violão, enquanto suas irmãs tocavam órgão. Ainda pequeno aprendeu a tocar violinha sertaneja, tendo crescido entre violeiros populares e ouvindo música produzida por ex-escravos libertos que moravam numa colônia próxima à sua casa.
Em 1895 foi para Curitiba estudar piano e violino no Conservatório de Belas Artes. Além de estudar, trabalhava numa loja de chapéus e freqüentava o Grêmio Musical Carlos Gomes, 
tendo convivido com os compositores e músicos da época. Após um período de volta à terra natal (1897 - 1902), retornou a Curitiba e retomou seus estudos musicais, enquanto lecionava piano e apresentava-se num café-concerto.

## No Rio de Janeiro
Em 1905, a revista carioca O Malho publicou sua valsa Bela morena, o que o incentivou a mudar-se para o Rio de Janeiro, onde começou a atuar como violinista no teatro de variedades Guarda Velha. Prosseguiu seus estudos no Instituto Nacional de Música, passando a integrar em 1907 a orquestra do Centro Musical, regida por Antônio Francisco Braga, como primeiro violino.
Sua carreira como maestro se iniciou em 1916 na companhia do Teatro São José, onde foi auxiliar do maestro José Nunes até a morte deste, quando então assumiu o cargo de diretor do teatro. No período de 1918 a 1922, Bento Mossurunga dirigiu ensaios, fez instrumentações e musicou operetas, revistas e burletas, de autores como Cardoso de Meneses, Viriato Correia e Gastão Tojeiro. Depois dessa fase, foi regente em diversos teatros cariocas, como o Lírico, o Apolo, o Carlos Gomes e o Recreio Dramático.
Ainda morando no Rio de Janeiro, casou-se com Belosina Lima em 21 de setembro de 1924.

## De volta a Curitiba
Em 1930 voltou a Curitiba para dirigir um curso de música e trabalhar na Sociedade Musical Renascença. Fundou a Sociedade Orquestral Paranaense e passou a produzir para o teatro musicado e a compor hinos, canções e obras para orquestra.  Em 1946 organizou, com um grupo de estudantes e músicos, a Orquestra Estudantil de Concertos, que em 1958 se transformaria na Orquestra Sinfônica da Universidade do Paraná.
Em 1947, seu Hino do Paraná, composto em 1903, tornou-se o hino oficial do Estado. Foi professor de canto orfeônico no Colégio Estadual do Paraná e de instrumentação na Escola de Música e Belas Artes do Paraná.
Sua obra popular, que inclui numerosos sambas, tangos, choros, marchas carnavalescas, valsas e mazurcas perdeu-se em grande parte. Musicou, entre outras, as seguintes peças:
- Gato, baeta, carapicu, revista de Cardoso de Meneses (em colaboração com Bernardo Vivas) (1920)
- Reco-reco, de Carlos Bittencourt e Cardoso de Meneses (1921)
- Olelê olalá, de Carlos Bittencourt e Cardoso de Meneses (em colaboração com Freire Júnior (1922)
- Segura o boi, de Carlos Bittencourt e Cardoso de Meneses (1921)
- Meu bem, não chora!, de Carlos Bittencourt e Cardoso de Meneses (em colaboração com Assis Pacheco) (1922)
- Florzinha, opereta de Ivete Ribeiro (em colaboração com Henrique Vogeler) (1927)
- Boas falas, revista de Bastos Tigre (1927)

## Obras do autor
Música orquestral
- Bucólica paranaense (s.d.)
- Dezenove de Dezembro (hino militar) (1904)
- Guaicará (s.d.)
- Hino do Paraná (1903)
- Ingrata (mazurca) (1904)
- Marcha da cidade de Curitiba (s.d.)
- Ondas do Iapó (s.d.)
- Pintassilgo dos pinheirais (s.d.)
- Rincão (s.d.)
- Sapecada (s.d.)
- Hino do Município de Telêmaco Borba (s.d.)
- Hino do Colégio Estadual do Paraná.

Música instrumental
- Doce reminiscência (para piano) (s.d.)
- Fantasia romântica (para violino e piano) (s.d.)
- Serenata (para piano) (s.d.)
- Serenata rústica (para celo e piano) (s.d.)

Música vocal
- Bandeira do Brasil (para quatro vozes) (s.d.)
- Berceuse (para canto e piano) (s.d.)
- Canções paranaenses (para canto e piano) (s.d.)
- Luar no mato (para canto e piano) (s.d.)
- Nosso Brasil (para canto e piano) (s.d.)
- Ondas do Iapó (para soprano e orquestra)
- Só (para canto e piano) (s.d.)